# Guan Yu

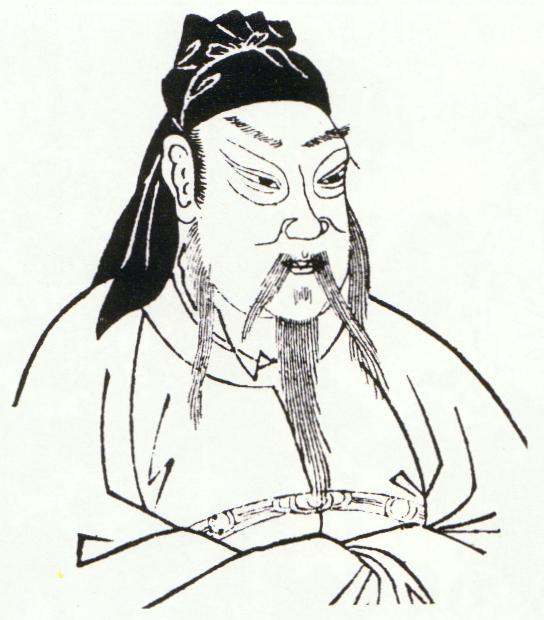
Abbildung von Guan Yu, um 1609

Guan Yu (chinesisch 關羽 / 关羽, Pinyin Guān Yǔ, IPA (hochchinesisch) [ɡ̊u̯an5 y214]; * um 160 in der Region Xie [heute: Bezirk von Yuncheng in Shanxi]; † 219 in Dangyang) war ein chinesischer General, der am Ende der Han-Dynastie und zur Zeit der Drei Reiche lebte. Während des Bürgerkriegs am Ende der Han-Zeit war er ein Kampfgefährte des Warlords Liu Bei, dem späteren Begründer und Kaiser des Shu-Han-Reiches, an dessen Seite er zusammen mit Zhang Fei anfangs gegen die aufständische Bauerngruppierung Gelbe Turbane und später gegen andere Warlords, welche (neben Liu Bei) ebenfalls den Kaiserthron Chinas beanspruchten, kämpfte. Er gehörte zu den Fünf Tigergenerälen, den als die besten und besonders tapfer geltenden Befehlshabern der Shu Han.
Guan Yu ist eine der bekanntesten Persönlichkeiten der chinesischen Geschichte, steht in der chinesischen Kultur für die Werte Treue, Mut und Gerechtigkeit und wird noch heute innerhalb und außerhalb Chinas in sogenannten Guandi-Tempeln unter dem Namen Guandi (oder Guan Di) als Kriegsgott verehrt. Er ist damit heute einer der populärsten indigenen chinesischen Gottheiten.
Am bekanntesten ist die literarisch-künstlerische Verarbeitung seines Lebens im semi-historischen Roman „Die Geschichte der Drei Reiche“ (ca. 1390), einem der vier klassischen Romane der chinesischen Literatur, welcher in der Ming-Dynastie verfasst wurde.
In der chinesischen Ikonographie wurde Guan Yu zumeist als rotgesichtiger, langbärtiger Krieger dargestellt. Eines seiner wichtigsten Erkennungsmerkmale ist seine Streitwaffe, ein Guan Dao, der auch dessen Namen trägt und angeblich 41 kg schwer gewesen sein soll. Bei diesen künstlerischen Interpretationen wurden jedoch historische Fakten mit Legenden vermischt.

## Leben
Das Geburtsdatum von Guan Yu ist nicht genau bekannt. Nach einer Stele aus dem Jahr 1680 im Tempel seiner Heimatstadt und einer Biographie von 1756 wird sein Geburtsjahr auf das Jahr 160 geschätzt. Seine Heimat ist die Region Xie (heute ein Bezirk von Yuncheng in Shanxi). Guan Yu hatte schon sehr früh einen starken Sinn für Gerechtigkeit und soll zudem eine Neigung zu Stolz und Übermut gehabt haben. Bei Ungerechtigkeit soll er vor Zorn die Selbstbeherrschung verloren haben: Im Alter von 23 Jahren führte dies dazu, dass er, um ein junges Mädchen zu retten, den lokalen Tyrannen Lü Xiong ermordete. Darauf musste er aus seiner Heimat fliehen.

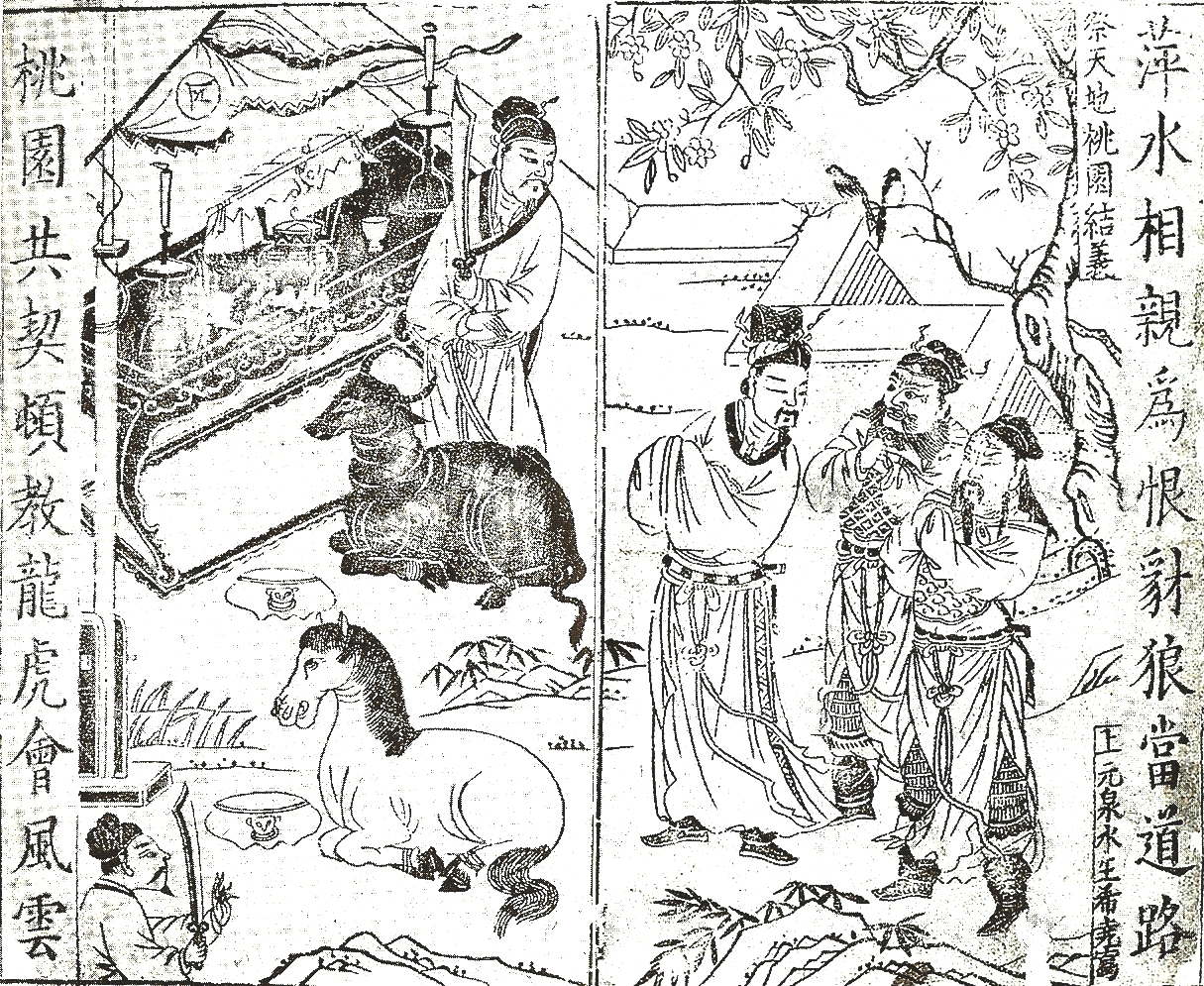
In seinem Roman Geschichte der Drei Reiche (ca. 1390) veranschaulicht Luo Guanzhong die besondere Treue der drei Gefährten durch die Szene Schwur des Pfirsichgartens. (Illustration von 1591)

### Kämpfe gegen dieGelben Turbane
Etwa fünf Jahre später tauchte er in Zhuo (heute Zhuozhou in Hebei) auf, wo Liu Bei gerade eine Armee zum Kampf gegen die Gelben Turbane aufstellte. Zusammen mit Zhang Fei sollen die drei sich Treue geschworen und eine tiefe Freundschaft gegründet haben: Nach historischen Berichten sollen sie sich sogar das Bett geteilt haben.

Zusammen kämpften sie dann in Nordchina erfolgreich gegen die rebellischen Bauern. Liu Bei wurde zum Dank für seinen Beitrag zur Niederschlagung des Aufstandes Fürst der Provinz Pingyuan. Guan Yu erhielt ein eigenes Kommando.

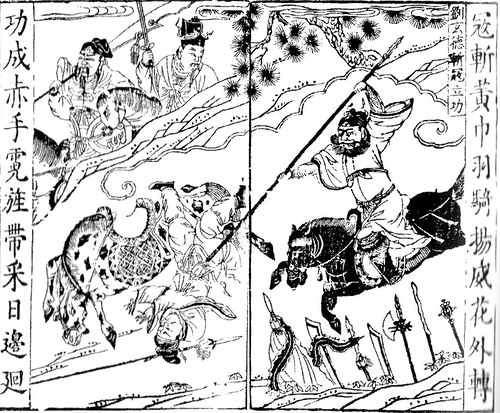
Guan Yu mit seinen Waffenbrüdern Liu Bei und Zhang Fei im Kampf gegen die Gelben Turbane. (Illustration aus der Qing-Dynastie)

### Kämpfe gegen Warlords
Im Jahr 199 gelang es Liu Bei Xuzhou zu erobern, indem er Che Zhou, den vom Warlord Cao Cao eingesetzten Regenten, ermorden ließ. Guan Yu übernahm darauf die Kontrolle über die Provinzhauptstadt Xiapi, wo er auch Liu Beis Frauen und Kinder in Sicherheit halten sollte. Liu Bei wurde zudem auch eine immer größer werdende Bedrohung für Cao Cao. Dieser führte daher kurz darauf einen Vergeltungsschlag durch und eroberte Xuzhou zurück. Liu Bei musste nach Norden fliehen, um Schutz beim Warlord Yuan Shao zu suchen, während Guan Yu, nach der Kapitulation von Xiapi um das Jahr 200 von Cao Caos Truppen bei der Flucht gefangen genommen und nach Xuchang, Cao Caos Hauptstadt, überführt wurde. Cao Cao behandelte ihn jedoch mit großem Respekt, gewährte ihm eine Residenz und ernannte ihn sogar zu einem seiner Generäle (偏ሷ軍), wodurch Guan Yu einige Zeit auf der Seite Cao Caos kämpfen sollte. Auch das Ross „Roter Hase“, welches vorher Lü Bu gehört hatte, soll ihm Cao Cao geschenkt haben.
Im Jahr 200 griff dann Yuan Shao (der zu dem Zeitpunkt der größte Rivale von Cao Cao gewesen war) mit einer Streitmacht von 100.000 Mann Xuchang an. Um den Gelben Fluss zu überqueren, ließ Yuan Shao einen Ablenkungsangriff auf die Stadt Baima (gelegen in der heutigen Provinz Henan) durchführen. Guan Yu wurde zusammen mit Zhang Liao zur Verteidigung der Stadt ausgeschickt. Guan Yu soll dabei einen Überraschungsangriff auf den Gegner unternommen haben, wobei er den gegnerischen General Yan Liang vorfand. Inmitten der feindlichen Truppen enthauptete er Yan Liang und brachte seinen abgetrennten Kopf als Dank dafür, dass Cao Cao ihn nach der Kapitulation von Xiapi begnadigt hatte, zurück. Laut einer Überlieferung soll Yan Liang geglaubt haben, dass Guan Yu auf Yuan Shaos Seite desertieren wollte, da sich dort auch Liu Bei befunden hatte, wovon Guan Yu jedoch nichts gewusst hatte. Durch diesen Irrtum ließ er Guan Yu ungehindert herannahen und wurde von ihm getötet. Nach dem Verlust des wichtigen Führers Yan Liang schlug darauf die Belagerung von Baima fehl. Guan Yu wurde wegen seinem entscheidenden Beitrag von Cao Cao zum „Herzog von Hanshou“ (漢壽ӝ侯) ernannt.

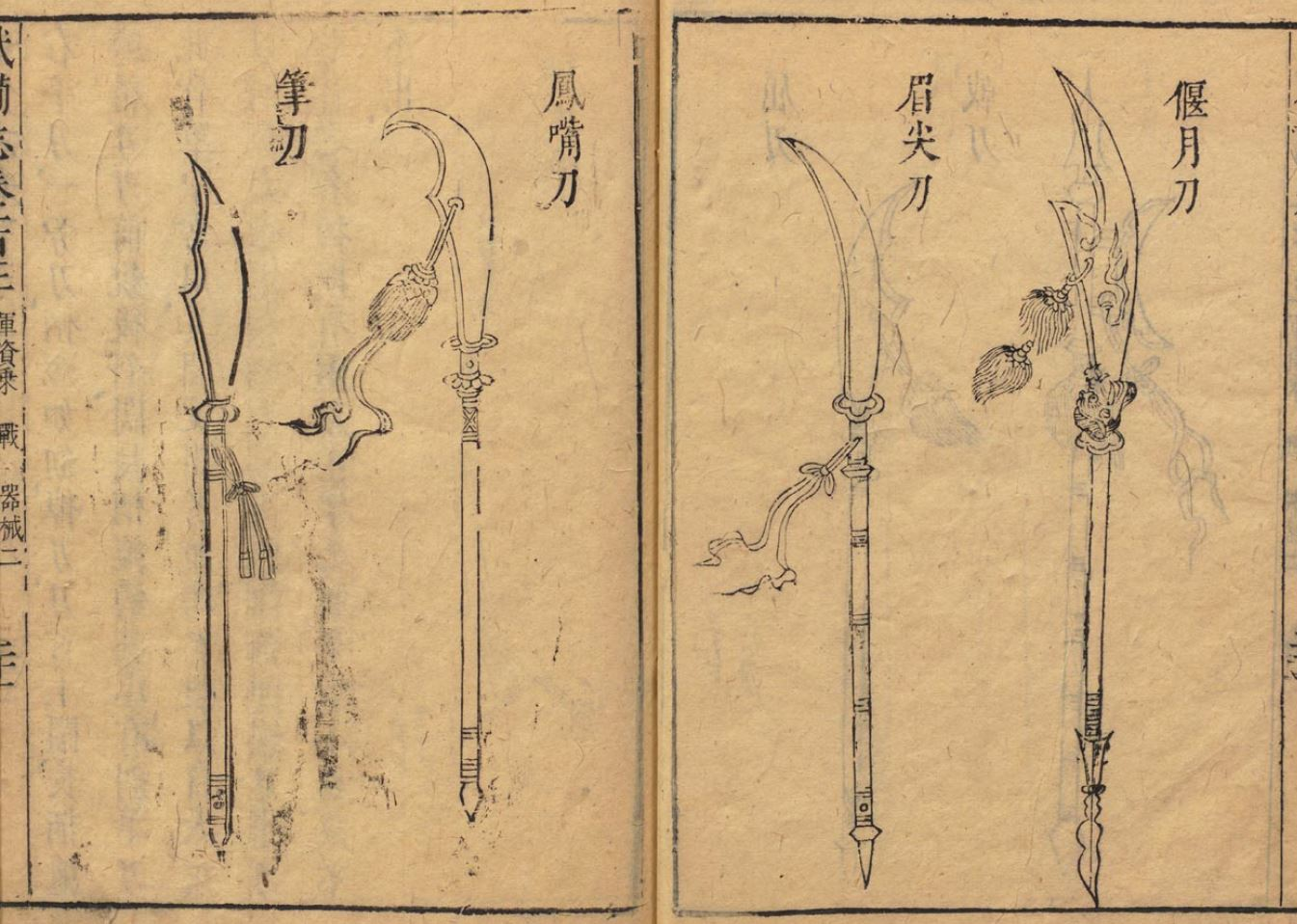
Die Streitwaffe Guan Yus war das (rechts abgebildete) Guan Dao (Illustration aus der Ming-Dynastie).

Als Guan Yu jedoch erfuhr, dass Liu Bei bei Yuan Shao war, brach er wieder mit Cao Cao, ließ seinen Reichtum zurück und machte sich auf den Weg zu Yuan Shao, um zu seinem früheren Waffenbruder und Herrscher Liu Bei zurückzukehren. Cao Cao soll ihn anfangs durch seine eigenen Truppen verfolgt und darauf die Verfolgung mit den Worten „Jedem das Seine“ gestoppt haben. Laut anderen Quellen soll er Guan Yu aber einfach gehen gelassen haben. Liu Bei floh in der Zwischenzeit jedoch von Yuan Shao zu Liu Biao und Zhang Fei in Gucheng, sodass Guan Yu erst dort seine früheren Kameraden wiederfand. Zhang Fei zweifelte zuerst an Guan Yus Loyalität, doch in einer kurz darauf folgenden Schlacht gegen die Truppen Cao Caos erschlug Guan Yu dessen General Cai Yang, wodurch er das Vertrauen seiner alten Kameraden wiedererlangen konnte.
Yuan Shao wurde von Cao Cao in der Schlacht von Guandu (200) endgültig geschlagen, so dass Liu Bei sich gezwungen sah, nach Jingzhou auszuweichen. Dessen Herrscher Liu Biao starb bald darauf. Cao Cao ergriff die Gelegenheit und besetzte große Teile von Jingzhou. Liu Bei konnte fliehen und ging ein Bündnis mit Sun Quan, einem weiteren Warlord, der große Teile Südchinas regierte, ein. Gemeinsam schlugen sie Cao Cao 208 in der Schlacht von Chibi und eroberten Jingzhou zurück. Guan Yu wurde Fürst von Xiangyang und mit der Verteidigung Nord-Jingzhous betraut.
Liu Bei ging 213 nach Yizhou (heute Sichuan) und beherrschte das Gebiet zwei Jahre später. Er rief sich 219 nach dem Sieg am Berg Dingjun zum König des eroberten Hanzhongs aus und beförderte Guan Yu zu einem seiner fünf besten Generäle. Diese Fünfergruppe (Guan Yu, Zhang Fei, Zhao Yun, Ma Chao und Huang Zhong) wurden als die Fünf Tigergeneräle bekannt.

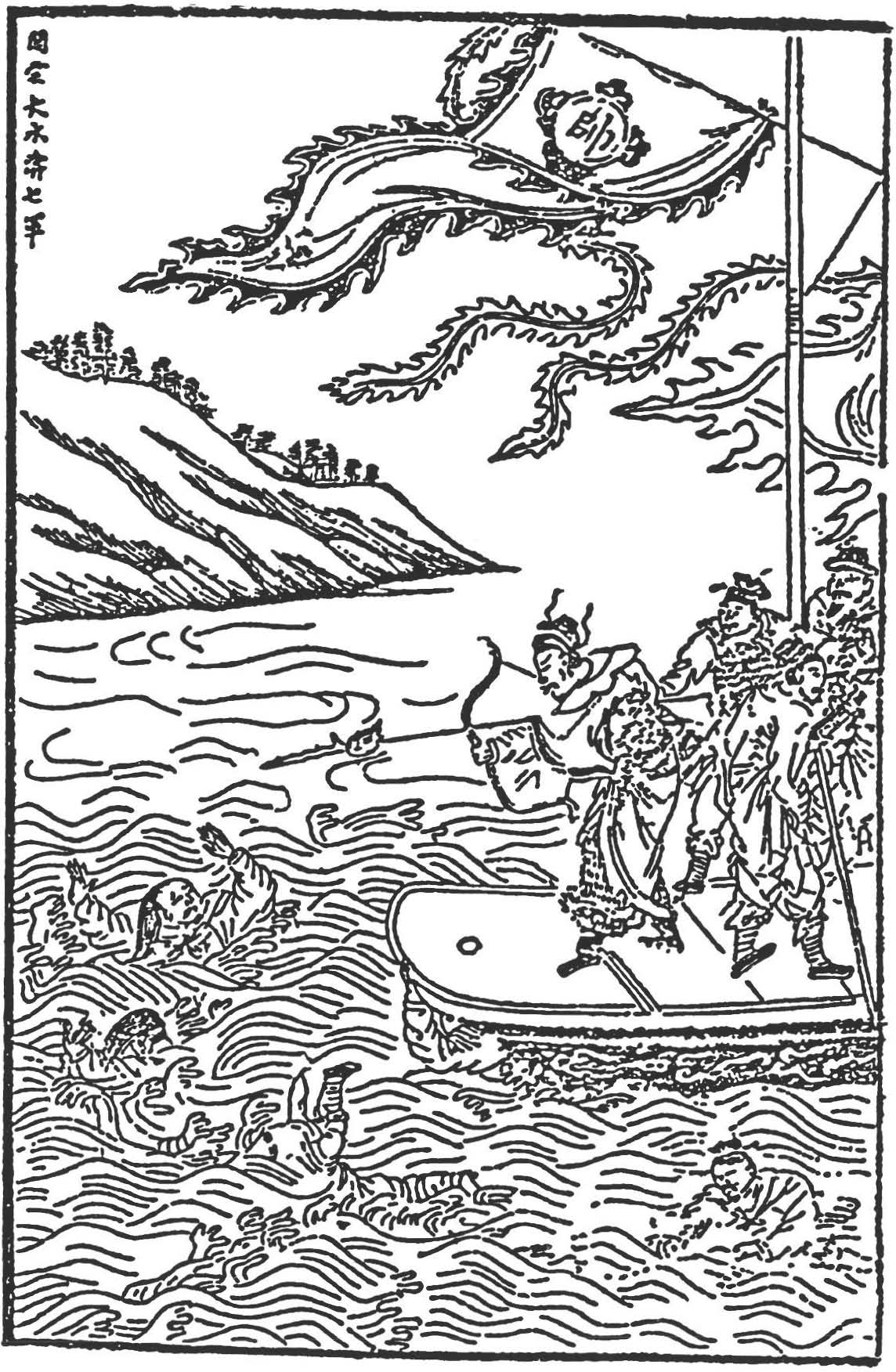
Guan Yu zerschlägt Cao Caos Truppen am Fluss Han (Holzschnitt, 17. Jhd.)

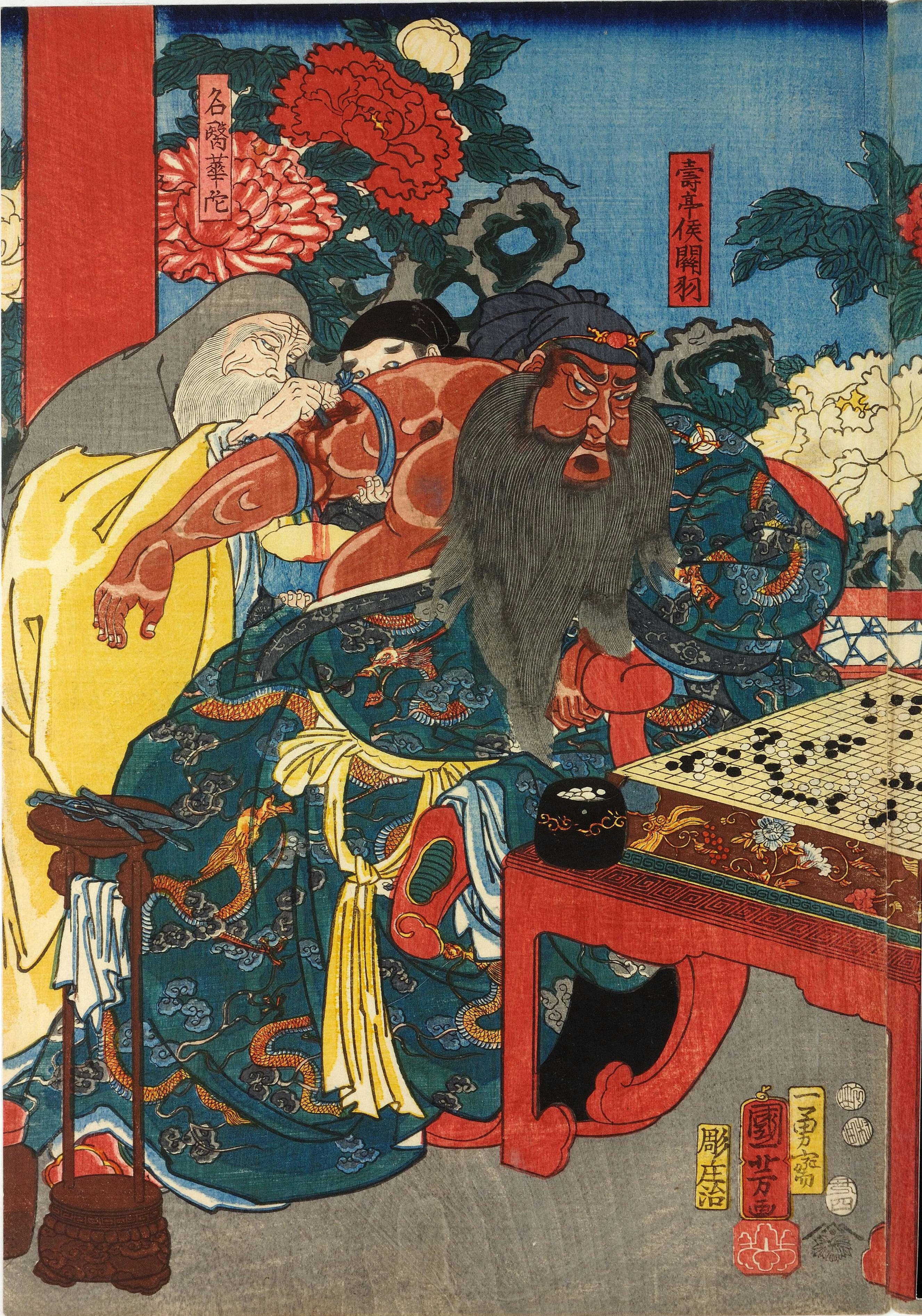
Guan Yu wird nach der Schlacht von Fancheng vom legendären Arzt Hua Tuo behandelt, während er eine Partie Go spielt. (Farbholzschnitt von Utagawa Kuniyoshi, um 1855)

#### Schlacht von Fancheng
Im gleichen Jahr startete Guan Yu einen Angriff auf die Stadt Fancheng (heute Bezirk von Xiangyang in Hubei), die von Cao Ren – einem Cousin von Cao Cao – verteidigt wurde. Cao Cao schickte darauf Pang De und Yu Jin samt ihrer Truppen zur Verstärkung gegen Guan Yu. Lange Regenfälle im Frühjahr ließen jedoch den Fluss Han über die Ufer treten, der den Großteil der Truppen, die Cao Cao zur Verteidigung geschickt hatte, wegschwemmte. Erst weitere Truppen und Xu Huang konnten den Angriff abwehren und einen Sieg für Cao Cao entscheiden. Guan Yu wurde bei der Schlacht zudem von einem vergifteten Pfeil in den Arm getroffen (angeblich von Pang De) und musste darauf vom Arzt Hua Tuo behandelt werden. Er kehrte darauf nach Jiangling zurück und musste feststellen, dass die Stadt von Verrätern an Sun Quan (dem späteren Begründer der Wu-Dynastie) ausgeliefert wurde.

### Tod
Guan Yu versuchte sich zusammen mit seinem Sohn Guan Ping westwärts nach Macheng zurückzuziehen, aber ein Großteil seiner Truppen war bereits desertiert. Zudem war seine Verletzung am Arm noch nicht verheilt und schränkte ihn ein. Guan Yu und Guan Ping wurden schließlich, noch bevor sie Macheng erreichen konnten, von Sun Quans Truppen umzingelt und gefangen genommen. Beide wurden dann vom General Lü Meng in der Stadt Dangyang hingerichtet. Guan Yu wurde enthauptet. Sun Quan schickte darauf den abgeschlagenen Kopf Guan Yus an Cao Cao. Dieser begrub ihn jedoch mit allen Ehren in Luoyang. Guan Yus enthaupteter Leib wurde dagegen in Dangyang bestattet, sodass ihm am Ende zwei Grabstätten zuteilwurden.

## Kultische Verehrung
Nach seinem Tod im Jahr 219 n. Chr. kam Guan Yu vor allem wegen seiner Tugendhaftigkeit (vor allem Loyalität) eine stets steigende Popularität als Kriegsheld zuteil. Wie jedem angesehenen Verstorbenen im Alten China, wurden auch Guan Yu nach seinem Tod Opfer gebracht. Wegen seines gewaltsamen Todes wurde er jedoch einige Jahrzehnte später als eine böse dämonische Gestalt (vgl. Wiedergänger) gefürchtet, da während der Sechs Dynastien der Glaube, dass die Geister brutal getöteter Generäle in der Menschenwelt blieben, weit verbreitet war. So berichtet z. B. ein Text des daoistischen Gelehrten Lu Xiujing (406–477), dass solche Geister Kult-Opfer verlangten und den Menschen Unheil brächten, weswegen Zaubermeister jene Geister und ihre Forderungen identifizieren mussten. Neben anderen gefallenen Generälen wurde auch Guan Yu in solchen Kulten verehrt.
Dies hatte später zur Folge, dass ab der Zeit der Sui-Dynastie (581–617/618) Guan Yus Geist dann in Jingzhou (Hubei), der Stadt, in der er einst Gouverneur gewesen ist, verehrt und sogar erstmals zur Gottheit erklärt wurde. Jingzhou war nämlich auch dafür bekannt, dass dort bereits seit dem 2. Jhd. der Kult der Geister- und Totenverehrung und eine stark mit Zauberei verbundene Tradition verbreitet war.

Im Jahr 782 (Tang-Dynastie) wurde Guan Yu den 72 Generälen des kaiserlichen Wuchengwang-Tempels zugeordnet (jedoch nicht als Gottheit), wo ihm und den anderen historischen Generälen geopfert wurde.

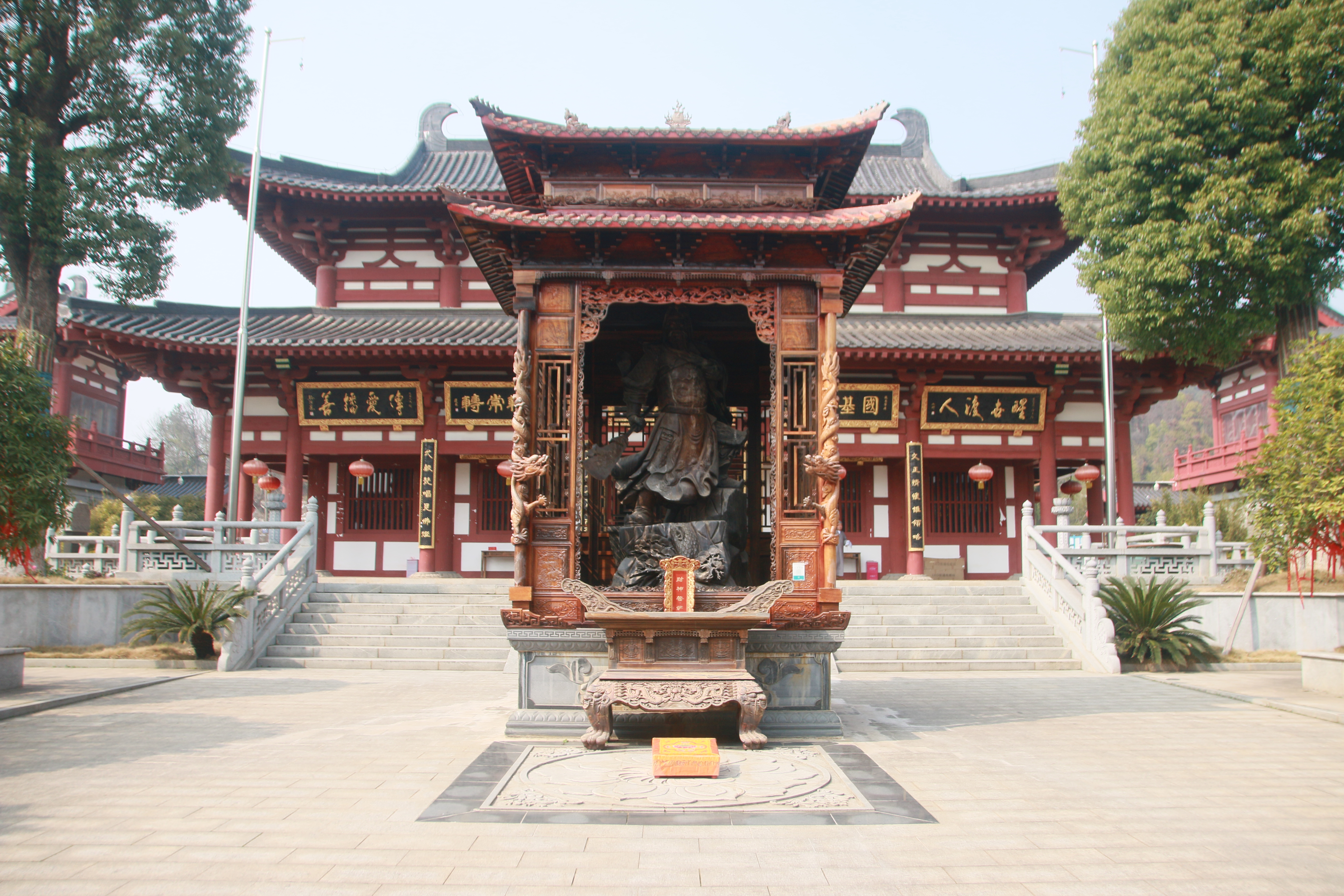
Ein Guan Yu gewidmeter Schrein im buddhistischen Tongxi-Tempel im Yuelu-Bezirk der Stadt Changsha der Hunan-Provinz (China)

Ebenfalls in der Tang-Dynastie (617/18–907) soll ihn dann ein buddhistisches Kloster als den dortige Schutzgottheit erklärt haben, wodurch Guan Yu erstmals seinen Weg in den Buddhismus fand. Im Jahr 802 hatte dann ein Angehöriger der Obrigkeit in Jingzhou auf einer Inschrift des dort Guan Yu gewidmeten Tempels den Mönch Zhi Yi (dem Begründer des Tiantai-Buddhismus) mit Guan Yu verbunden. Spätestens in der Südlichen Song-Dynastie (1126/27–1279) begann man dann, Guan Yu als buddhistischen Bodhisattva zu verehren.
Guan Yu wurde darauf zunehmend überregional und dann sogar von der Obrigkeit als Gottheit anerkannt und verehrt. Dies hatte auch zur Folge, dass die Quellen über sein Leben ihn stark heroisieren, zum Teil durch Geschichtsrevisionismus. Im Jahr 1102 wurde ihm dann unter Kaiser Song Huizong der erste offizielle Titel, Fürst Zhonghui (忠惠公 Zhōnghuìgōng), gegeben, wodurch er offiziell zu einer Gottheit erklärt worden war. Ihm wurden darauf an vielen Orten Tempel gewidmet.
Im Daoismus wurde ihm spätestens 1119–1125 der Titel Guan Dawang (übersetzt: „König Guan“) verliehen. Laut dem Daofa Huiyuan (Korpus daoistischer Rituale) aus der Ming-Dynastie (1368–1644) soll Guan Yu bereits als hohe Gottheit (元帥神) der 30. Generation der Himmelsmeister (1092–1126) geholfen haben den Dämonengott Chiyou (蚩尤) zu bezwingen und den Salzsee in Haizhou zu beschützen, weswegen ihm in jener Schrift auch der Titel Wahrer Herrn von Chongning gegeben wird und er dem daoistischen Pantheon zugeordnet wird.
Während der Ming-Dynastie weitete sich sein Kult dann über alle Gesellschaftsschichten aus. Ihm wurden darauf immer höhere Titel verliehen: u. a. Regengottheit und Beschützer vor fremden Völkern. Zudem wurde von Luo Guanzhong um 1390 Die Geschichte der Drei Reiche verfasst, was bis heute die bekannteste literarische Verarbeitung Guan Yus ist. Im Jahr 1594 wurde er schließlich vom Kaiser der Ming-Dynastie zur Kriegsgottheit und dem Beschützer Chinas und des chinesischen Volks unter dem neuen Namen Guandi (übersetzt: „Kaiser Guan“) erklärt. Guan Yu soll demnach direkt nach seinem Tod zum Gott geworden sein. Auf Kosten der Obrigkeit wurden ihm dann unzählige Schreine und „Krieger-Tempel“ (Wu Miao oder Wu Sheng Miao) errichtet, wo ihm auch geopfert wurde.
Während der Qing-Dynastie erreichte die Verehrung Guan Yus ihren Höhepunkt. Dort wurde er nämlich bereits auf eine Ebene mit Konfuzius gestellt. Im 17. Jhd. breitete sich der Guandi-Kult nach Korea aus, wo geglaubt wurde, er habe das Land vor einer Invasion der Japaner behütet. 1879 bekam Guan Yu dann seinen letzten und längsten Titel mit insgesamt 26 Schriftzeichen.

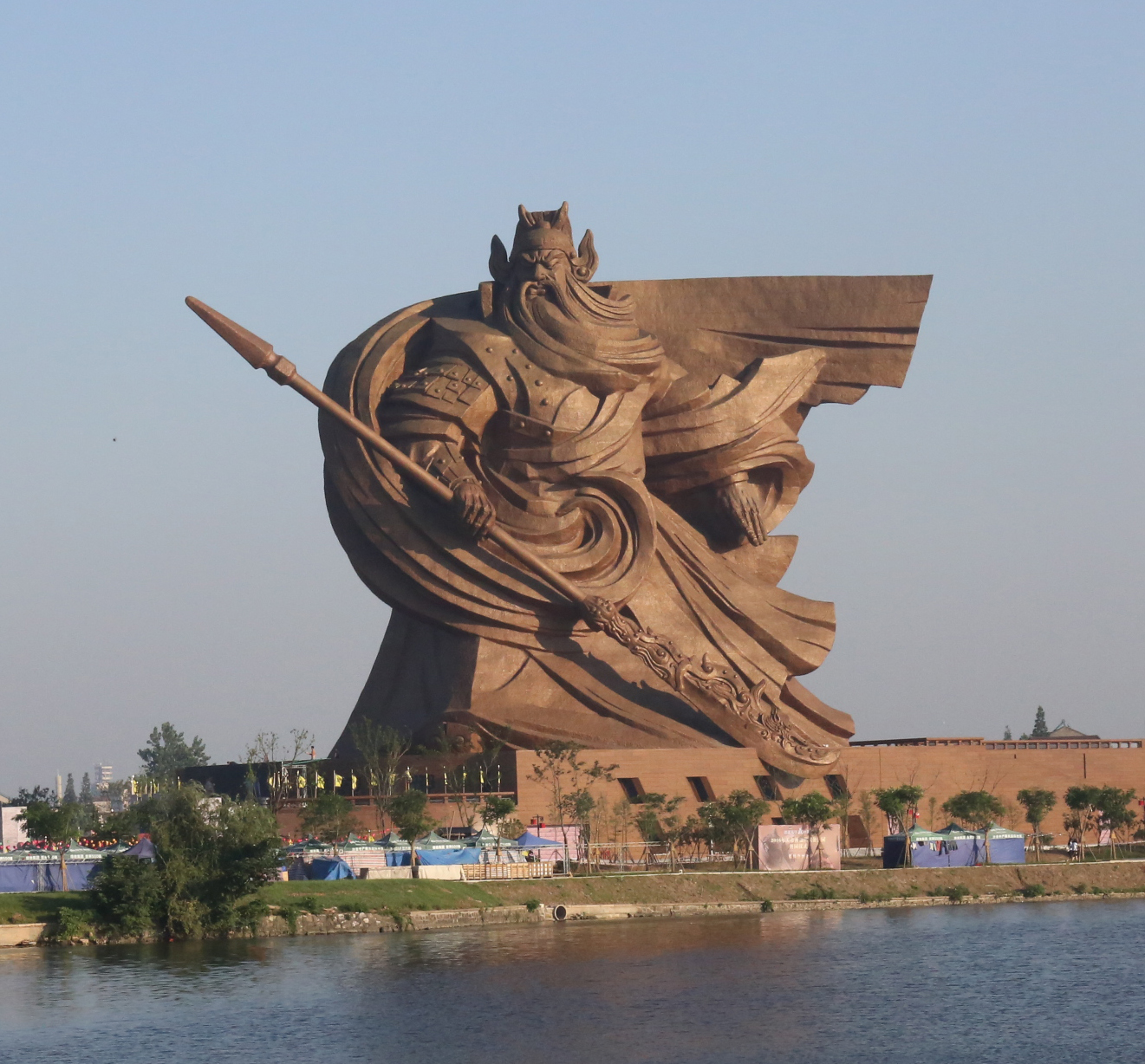
Die 2016 errichtete und insgesamt 58 m (48 m ohne Sockel) hohe Statue Guan Di in Jingzhou zeugt noch heute von der Stellung Guan Yus in der chinesischen Kultur

Nach anderen Überlieferungen soll Guan Yu das konfuzianische Werk Zuozhuan auswendig gekonnt haben, wodurch er später teils auch zur Gottheit der Literatur erklärt wurde.
Guan Yu wird bis heute als Gottheit verehrt. An der Grabstätte seines enthaupteten Leibes in der Stadt Dangyang der bezirksfreien Stadt Yichang in der chinesischen Provinz Hubei steht heute das Guanling-Mausoleum, welches gleichzeitig ein Guandi-Tempel ist. Sein abgetrennter Kopf soll der Legende nach in der Guanlin-Stätte in Luoyang bestattet worden sein, wo ihm heute ebenfalls ein Tempel gewidmet ist.
Aus Respekt vor seiner Person erhielt Guan Yu zahlreiche Namensbezeichnung im Volk, so ist er beispielsweise noch heute als Guanggong, Guan Laoye, Guan Erye, Wu Sheng, Jialan Pusa bekannt.

## Nachkommen
- Guan Ping
- Guan Xing